# Szybeny
Szybeny (ukr. Шибене) – wieś w rejonie wierchowińskim, w obwodzie iwanofrankiwskim Ukrainy położona na południe od wsi Jawornik.
W okresie II Rzeczypospolitej stacjonował w niej Komisariat Straży Celnej „Szybeny”.